# Porphyrie
 Mise en garde médicale
La porphyrie est une affection caractérisée par la présence, dans l'organisme, de quantités massives de molécules de porphyrine,  précurseur de l'hème (partie non protéique de l'hémoglobine). Elle est provoquée par un trouble du métabolisme des dérivés pyrroliques. Le signe commun des porphyries est la présence de porphyrines dans l'urine (porphyrinurie) et dans les fèces.
Les porphyries aiguës se manifestent par des douleurs abdominales (« coliques »), par des troubles nerveux et psychiques, et peuvent aboutir à des troubles bulbaires graves.
Deux grands types de porphyrie sont diagnostiqués : les porphyries induites par des intoxications (métaux lourds), réversibles si l'intoxication n'a pas concerné le fœtus, l'embryon ou le jeune enfant ; et les porphyries congénitales, qui constituent des maladies essentielles et peuvent, dans une certaine mesure, être soignées. La porphyrie chronique, congénitale ou maladie de Günther, se manifeste dès l'enfance et persiste à l'état adulte sous forme d'éruptions cutanées bulleuses sur les régions du corps exposées au soleil ; elles s'accompagnent souvent de lésions dystrophiques diverses. La porphyrie cutanée ressemble à la précédente, mais ne s'accompagne pas de dystrophies, et peut apparaître à l'âge adulte.

## Voies métaboliques: enzymes impliquées
Chez l’humain, les porphyrines sont les principaux précurseurs de l'hème, un constituant essentiel de l’hémoglobine, mais aussi de la myoglobine, des catalases, des peroxydases et des cytochromes P450.
Il y a huit enzymes dans le chemin biosynthétique de l'hème ; la première et les trois dernières sont dans la mitochondrie, alors que les quatre autres sont dans le cytosol :
1. δ-aminolévulinate (ALA ou δ-ALA) synthase[2] ;
2. δ-aminolévulinate (ALA ou δ-ALA) dehydratase ;
3. Hydroxyméthylbilane (HMB) synthase ;
4. Uroporphyrinogène (URO) synthase ;
5. Uroporphyrinogène (URO) décarboxylase ;
6. Coproporphyrinogène (COPRO) oxydase ;
7. Protoporphyrinogène (PROTO) oxydase ;
8. Ferrochélastase.

Une activité déficiente d'une enzyme de la voie des porphyrines mène à une production diminuée d'hème. La production d'hème demeure toutefois la plupart du temps adéquate. Le principal problème est plutôt causé par l’accumulation de porphyrines. Les porphyrines sont toxiques lorsqu’elles se retrouvent en grande concentration dans les tissus. Les propriétés chimiques des différentes porphyrines déterminent leur lieu d’accumulation. Les symptômes de la maladie sont à leur tour causés par une altération de la fonction de l’organe où l’accumulation des porphyrines est maximale.

## Types
Il existe plusieurs types de porphyries : porphyries hépatiques, porphyries érythropoïétiques et porphyrie mixte,.

### Porphyries hépatiques
- Déficience en ALA déshydratase
- Porphyrie aiguë intermittente (AIP) : une déficience en HMB synthase
- Coproporphyrie héréditaire (en anglais : hereditary coproporphyria, HCP) : une déficience en COPRO oxydase
- Variegate porphyria (VP) : une déficience en PROTO oxydase
- Porphyria cutanea tarda (PCT) : une déficience en URO décarboxylase

### Porphyries érythropoïétiques
- Anémie sidéroblastique liée à l'X (en anglais : X-linked sideroblastic anemia, XLSA) : une déficience en ALA synthase
- Porphyrie érythropoïétique congénitale (en anglais : congenital erythropoietic porphyria, CEP) : une déficience en URO synthase
- Protoporphyrie érythropoïétique (en anglais : erythropoietic protoporphyria, EPP) : une déficience en ferrochélatase

### Porphyrie mixte ou porphyrie variegata
La porphyrie mixte ou porphyrie variegata associe les signes de la porphyrie aiguë avec ceux de la porphyrie cutanée. Depuis l'adolescence, où la maladie apparaît, l'évolution aggrave les signes neuropsychiques et la mort peut survenir par atteinte bulbaire. La prévalence de la porphyrie mixte est particulièrement élevée (1 sur 300) dans la population d'origine hollandaise d'Afrique du Sud par effet fondateur, cette population descendant d'un même ancêtre, Gerrit Renier Van Rooyen,  émigré de Hollande au XVIIe siècle,. 

## Symptômes et troubles attribuables à une crise aiguë de porphyrie
- Symptômes[8],[9],[10],[11] :
  - douleur abdominale aiguë ;
  - constipation, nausées ;
  - hyponatrémie (<135 mmol/L) ;
  - tachycardie (>80 batt./min) ;
  - faiblesse musculaire proximale ;
  - désordre de l'humeur ou de la personnalité ;
  - troubles et douleurs neurologiques.

- Troubles, circonstances de découverte[8],[9] :
  - urines foncées couleur porto (après exposition de 30 minutes à la lumière) ;
  - hypertension d'apparition récente ;
  - douleur associée à la phase lutéale du cycle menstruel chez la femme ;
  - utilisation récente de médicaments connus pour provoquer des crises de porphyrie[12] ;
  - régime récent hypocalorique ou pauvre en glucides ;
  - abus de drogue, tabac, alcool.

## Diagnostic
Il faudrait aux médecins en moyenne 6 ans pour poser le diagnostic : en effet les symptômes font penser à une multitude d'autres affections plus courantes.

### Diagnostic spécifique: ALA et PBG urinaire pendant la crise
La concentration des porphyrines et de leurs précurseurs : ALA et PBG, qui seront très élevés chez les patients qui font une crise aiguë. Il est important que ces tests soient réalisés aussi rapidement que possible après l’apparition des symptômes car il peut s’avérer difficile d'établir un diagnostic précis une fois que la personne victime d’une crise aiguë est rétablie, et ce particulièrement après plusieurs mois ou années.

### Hors crise ou membre de la famille
Pour les membres de la famille qui n'ont pas eu de crise aiguë, et particulièrement pour les enfants, l'analyse d'urines est le plus souvent inefficace. Pour ces personnes, des tests spécifiques sur le sang et parfois sur les urines ou aussi dans les selles (fèces) doivent être réalisés dans un laboratoire spécialisé.
Pour certaines familles, il est maintenant possible d'utiliser des « tests ADN » pour détecter la mutation génique à l’origine de la porphyrie. Les tests ADN sont plus précis que les autres méthodes mais demeurent compliqués et ne sont pas encore disponibles pour toutes les familles. Le médecin généraliste peut proposer des analyses spécifiques ; loin d’un laboratoire spécialisé dans la porphyrie, il est possible d'envoyer les échantillons par la poste en respectant certaines précautions.

## Traitement des crises

### Importance d'une identification précoce et d'un diagnostic précis
Une identification précoce d'une crise aiguë permet de mettre rapidement en place un traitement. Les premiers symptômes qui annoncent une crise aiguë sont souvent facilement reconnus par ceux qui ont déjà eu une crise. Lorsque ces symptômes sont identifiés, la prise immédiate de substances sucrées comme les jus de fruits, les sodas ou des comprimés de glucose peut aider à réduire l'intensité de la crise aiguë. Mais l’alimentation par voie orale n’est pas toujours possible.
Une identification précoce de la crise est plus difficile pour les personnes atteintes d'une porphyrie hépatique aiguë qui n'ont jamais connu de crise aiguë. Dans ce cas, les douleurs abdominales sont souvent ressenties dans un contexte angoissant alors qu’elles sont généralement dues à d’autres causes que la porphyrie. Il faut noter que les personnes atteintes de porphyrie ressentent couramment une gêne abdominale, tout comme celles qui ne sont pas touchées par cette affection et un médecin devra considérer d'autres pathologies pouvant causer des douleurs abdominales. Ces pathologies comprennent un ensemble de troubles intestinaux, les infections urinaires et parfois les problèmes médicaux urgents tels que l'appendicite. Dans cette situation, le diagnostic de porphyrie hépatique aiguë peut habituellement être établi ou exclu en dosant l’ALA et le PBG dans les urines.

### Traitement d’une crise aiguë
Dès qu'une crise aiguë est diagnostiquée, il faut préconiser un contact avec un médecin et une hospitalisation rapide.
Ceci implique :
- un diagnostic biochimique de la crise aiguë en mesurant le PBG dans les urines ;
- un traitement rapide et spécifique de la crise aiguë, par exemple avec de l’hémine humaine intraveineuse ;
- l'administration de médicaments pour traiter les différents symptômes accompagnant la crise   douleur, anti-nauséeux et sédatifs.

Il est également important de continuer à consommer une quantité suffisante de calories : une alimentation par voie intraveineuse ou à l'aide d'une sonde gastrique peut alors être nécessaire.
L’hémine humaine aide à surmonter le déficit relatif d'hème dans le foie et détourne le besoin physiologique du corps d'augmenter l'approvisionnement des substances, porphyrines et précurseurs nécessaires à la production de l'hème. L’hémine humaine constitue le premier traitement à appliquer. Si elle ne peut pas être obtenue assez rapidement, elle peut être remplacée par de grandes quantités de glucose dont l’effet est similaire mais moindre et qui doit être administré en attendant l’hémine.

## Histoire
La recherche littéraire a abouti à l'idée que la célèbre paranoïa de Jean-Jacques Rousseau pourrait avoir été causée par une porphyrie aiguë intermittente. La correspondance et les œuvres littéraires de Rousseau permettent en effet de reconnaître les symptômes et la progression de la maladie.
L'hypothèse que le roi George III était atteint de porphyrie nourrit une polémique scientifique,. La relecture des annales et du dossier médical oriente plutôt vers des accès de psychose maniaco-dépressive.
Vincent van Gogh pourrait aussi avoir été victime de porphyrie. Il pourrait aussi avoir été intoxiqué par les pigments de ses peintures (plomb, cadmium, arsenic…),.
Vampire ou loup-garou : les porphyries congénitales, dues à une carence d'origine génétique en enzymes permettant la synthèse des hèmes, sont des pathologies liées à l'accumulation dans le sang et les tissus de porphyrines. Cette accumulation provoque des troubles systémiques et des intoxications dont les symptômes sont variables. Parmi les symptômes rapportés, sont notamment trouvées une épidermolyse (destruction de l'épiderme) à la suite d'expositions à la lumière solaire, une coloration des dents et ongles virant vers le rouge (les porphyrines exposées à la lumière sont des pigments violets-rouges), une nécrose de tissus conjonctifs, dont les gencives, faisant ressortir les dents, une croissance anormalement rapide des cheveux, une anémie (causée par une carence en hème, constituant des érythrocytes, autrefois traitée en buvant du sang), ainsi qu'une allergie à l'allicine (un des principes actifs de l'ail)… Ces symptômes ont amené des scientifiques, notamment le biochimiste David Dolphin, à émettre en 1985 l'hypothèse que l'observation de cas de porphyrie a vraisemblablement étayé et peut-être inspiré les mythes du loup-garou et du vampire. Cependant, cette hypothèse a été sévèrement critiquée par la suite. Elaine Marieb, dans son ouvrage Anatomie et physiologie humaines, fait référence au lien entre la porphyrie et ces mythes.